# تشارلز كاربنتر
تشارلز كاربنتر (بالإنجليزية: Charles Carpenter)‏ هو لاعب كرة قدم أمريكية أمريكي، ولد في 11 مارس 1898 في هارتلاند في الولايات المتحدة، وتوفي في 22 يونيو 1960.